# والتر برد (بازیکن فوتبال)
والتر برد (انگلیسی: Walter Bird; ۱۲ ژوئیهٔ ۱۸۹۱ – ۲ مارس ۱۹۶۵) بازیکن فوتبال بود.
از باشگاه‌هایی که در آن بازی کرده‌است می‌توان به باشگاه فوتبال گریمزبی تاون اشاره کرد.